# Verrallina johorensis
Verrallina johorensis är en tvåvingeart som först beskrevs av Bianca L. Reinert 1974.  Verrallina johorensis ingår i släktet Verrallina och familjen stickmyggor. Inga underarter finns listade i Catalogue of Life.